# Sister (Bros-dal)
A Sister című kislemez a brit fiúcsapat Bros 3. kimásolt kislemeze a The Time című második stúdióalbumról. A dalt a fivérek testvérük Carolyn emlékére írták, aki 1988-ban Londonban egy részeg sofőrrel karambolozott.
A dal csupán Írországban ért el előkelő helyezést, ott is az 5. helyen végzett.

## Megjelenések
CD Maxi  Egyesült Királyság CBS – CD Atom 9
1. Sister 4:22
2. I'll Count The Hours	4:07
3. Too Much (Remix) 7:08

## Slágerlista
| Slágerlista                             | Legjobb Helyezés |
| --------------------------------------- | ---------------- |
| Ausztrália (ARIA Charts)                | 98               |
| Írország (Ír slágerlista)               | 5                |
| Egyesült Királyság (Brit kislemezlista) | 10               |
| Belgium (Ultratop)                      | 36               |